# Acrophymus
Acrophymus is een geslacht van rechtvleugeligen uit de familie veldsprinkhanen (Acrididae). De wetenschappelijke naam van dit geslacht is voor het eerst geldig gepubliceerd in 1922 door Uvarov.

## Soorten
Het geslacht Acrophymus omvat de volgende soorten:
- Acrophymus acuticercus Naskrecki, 1995
- Acrophymus cuspidatus Karsch, 1900
- Acrophymus lobipennis Miller, 1949
- Acrophymus ocreatus Uvarov, 1953
- Acrophymus rossi Dirsh, 1963
- Acrophymus sigmoidalis Bolívar, 1889
- Acrophymus squamipennis Brancsik, 1897
- Acrophymus veseyi Dirsh, 1963